# Yago César de Salvador
Santiago César de Salvador y de Solá (Madrid, c. 1890-Barcelona, 1875), conocido como Yago César, fue un escritor y pintor español.

## Biografía
Nació en Madrid, según la fuente en 1890 o en 1893. Conocido como «Yago César», usó el seudónimo «Fray Galán» y cultivó la pintura. Fue autor de títulos como De la primera cosecha (1906), Fatal regreso (drama romántico, Barcelona, 1910), las novelas El misterio de un robo y La muerta viva, Laura (drama premiado, 1912) y La trigueña bruta (novela, Barcelona, 1913). Falleció en 1975 en Barcelona.